# Zvërnec
Zvërnec (albanisch auch Zvërneci) ist ein Dorf im Süden Albaniens nordwestlich von Vlora.
Zvërnec ist eines von 100 Dörfern, in denen die albanische Regierung gezielt den ländlichen Tourismus fördern möchte.

## Geographie
Der Ort liegt auf einem schmalen Streifen Land, einer Nehrung, zwischen der Lagune von Narta im Norden und der Bucht von Vlora im Süden. Westlich von Zvërnec verschmälert sich der zuvor rund zwei Kilometer breite Landstreifen auf bis zu 150 Meter, bevor er weiter nördlich wieder breiter wird.

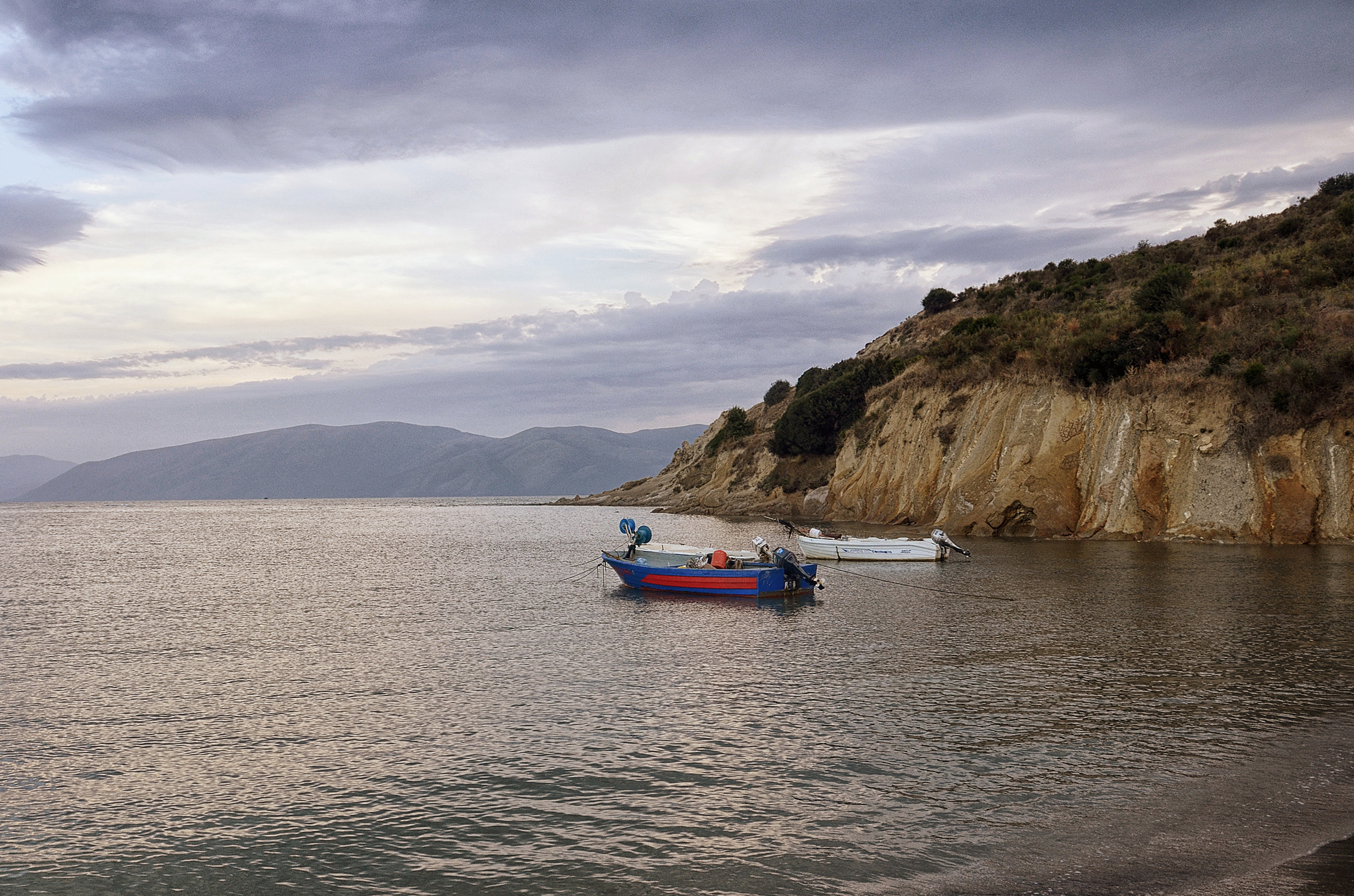
Treport

Bei Zvërnec erhebt sich der kleine Hügel Mali i Golës, der rund 82 m ü. A. hoch ist, und ein weiterer Hügelzug (Hügel Pllaka, Dajlan und Limoi, bis 57 m ü. A.) an der Südwestküste, die in steilen Kliffs zur Adria abfällt (Kap Treport). Sie stammen aus dem Miozän. In den sandigen, sonst flachen Böden der Küstenregion finden sich Dünen – gegen Westen nach Narta und Vlora wurden Pinienwälder aufgeforstet.
Der historische Teil des Dorfes mit einer orthodoxen Kirche erstreckt sich an der Ostseite des Haupthügels direkt am Ufer der Lagune. Ein weiterer Ortsteil auf der südwestlichen Hügelseite auf halber Strecke zwischen Lagune und Meeresküste erfuhr in den letzten Jahren dank des aufkommenden Tourismus größeren Wachstum.
Strände erstrecken sich von Zvërnec bis nach Vlora, teilweise durch Industrie- und Hafenanlagen unterbrochen. Hier gibt es diverse Strandbars und in Zvërnec auch einige Hotels und andere Touristenunterkünfte. Weitere Strände finden sich auch im Westen zwischen den Hügeln entlang der Nehrung. Einige davon weisen aber gefährliche Strömungen auf, weshalb dort nicht geschwommen werden sollte.

## Geschichte
Rund um Zvërnec finden sich Siedlungsspuren aus Altsteinzeit, Mittelsteinzeit und Jungsteinzeit. Auf dem Hügel am Meeresufer wurde bereits im 6. Jahrhundert v. Chr. eine befestigte Siedlung errichtet, die bald zu einer kleinen Stadt – oft auch als das illyrische Daulia bezeichnet – ausgedehnt wurde. Rund um drei Lagunenzugänge entstand die antike Hafenstadt Treport (oft auch Triport). Zu den gefundenen Resten zählen Tempel, Häuser, Mauern und Stadttürme, ein Teil liegt heute zum Teil unter Wasser im Meer, so die 250 Meter lange Kaimauer. Der Hafen hatte zwischen dem 3. Jahrhundert v. Chr. und dem 2. Jahrhundert v. Chr. eine große Bedeutung auch im weiteren Umland, die Stadt umfasste 30 Hektar. Im 1. Jahrhundert n. Chr. musste der Hafen aufgegeben werden, da sich der Naturraum an der Vjosamündung veränderte. Ab dem 3. Jahrhundert entstand in Vlora die antike Stadt Aulona.
Die Hafenanlagen, die zum Teil im Mittelalter unter den Anjou, Staufern und lokalen Despoten von Epirus noch genutzt wurde, wurden nach dem Einfall der Osmanen im Jahr 1417 zerstört. Material aus Treport wurde unter osmanischer Herrschaft für Bauten in Vlora verwendet. Ein weites Areal rund um die historische Stätte ist seit 1973 als Kulturdenkmal geschützt.
Zur kommunistischen Zeit war das Dorf stark verbunden mit dem Nachbardorf Narta. Zusammen bildeten sie seit der Kollektivierung im Jahr 1956 eine landwirtschaftliche Kooperative. Wie in Narta war auch die Bevölkerung von Zvërnec früher – zumindest teilweise – griechisch.
1927 hatte Zvërnec 261 orthodoxe Einwohner. Für später liegen keine Einwohnerzahlen vor, da Zvërnec keine eigenständige Gemeinde bildete. Die ehemalige Gemeinde Qënder, die 2015 in der Bashkia Vlora aufging, veröffentlichte für Zvërnec eine Einwohnerzahl von 1156 Personen – bei der Volkszählung 2011 wurden aber für die ganze Gemeinde Qënder lediglich 42 % der im Jahr 2008 publizierten Zahl erfasst, was auf Zvërnec übertragen eine Einwohnerzahl von unter 500 Personen ergeben würde.

## Insel Zvërnec und Marienkloster

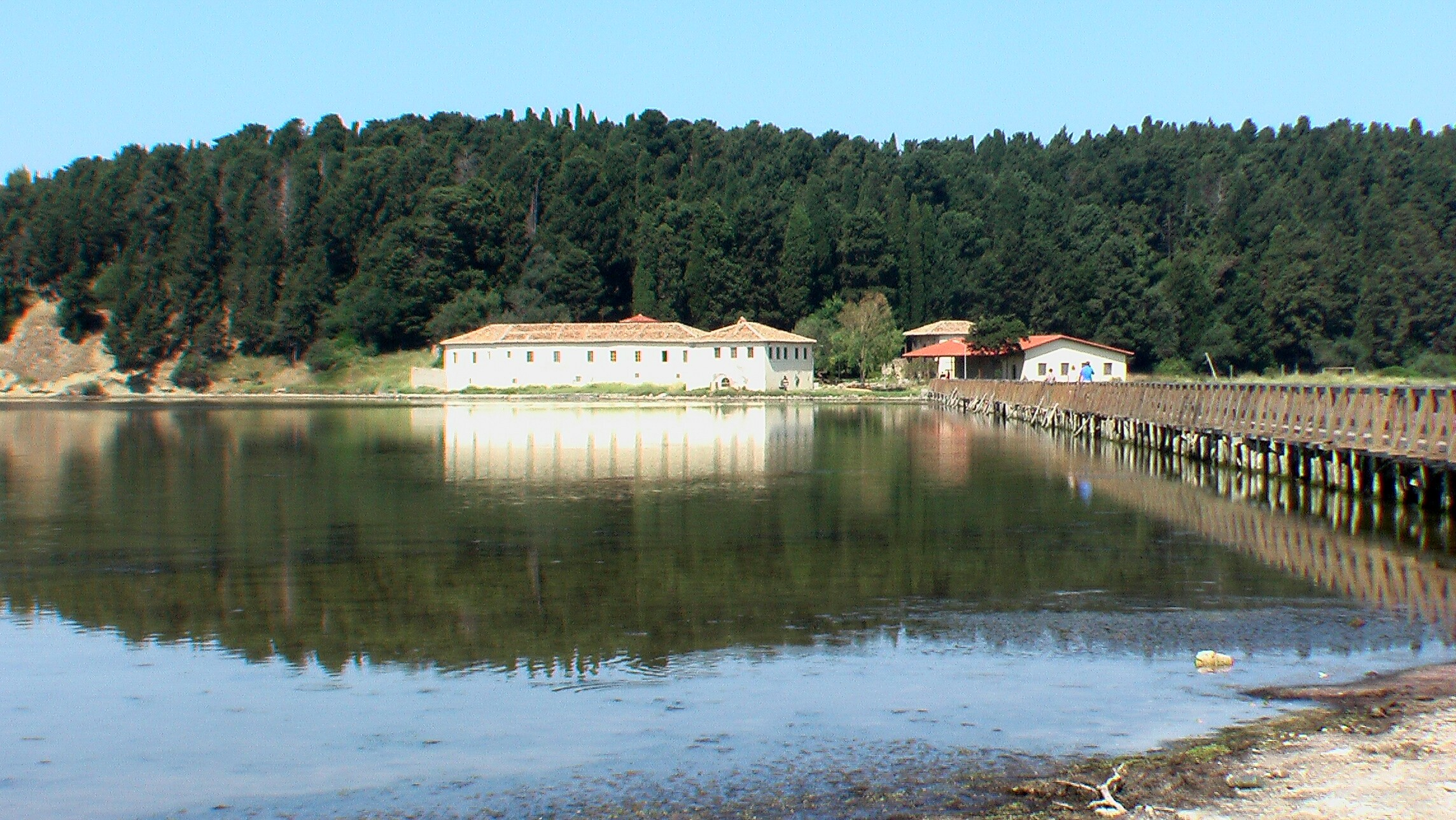
Die Insel mit dem alten, inzwischen ersetzen Holzsteg

In der Lagune nordwestlich von Zvërnec befinden sich zwei kleine Inseln, die zusammen eine Fläche von rund sieben Hektar haben. Die kleinere (Ishull i Karakonjishtit, zu deutsch: Rabensinsel, 14 m ü. A.) weist nur karge Vegetation auf. Die größere (Ishull i Zvërnecit, 31 m ü. A.) ist mit mächtigen Zypressen, Myrthen- und Lorbeerbäumen, Steinlinden und immergrünen Mastrixbüschen bewaldet. Sie hat eine Länge von 340 Metern, eine Breite von fast 300 Metern, liegt rund 250 Meter vom Ufer entfernt und ist über ehemals gerade, nach seiner Erneuerung nun geschwungenen Holzsteg erschlossen.
Im 13. Jahrhundert wurde auf der Insel Zvërnec ein orthodoxes Kloster gegründet. Erhalten ist noch die kleine Marienkirche Kisha e Shën Mërisë aus dem 13. oder 14. Jahrhundert. Ein Teil des Baumaterials stammt von Treport. Die Kirche ist seit 1963 als Kulturdenkmal geschützt.
Hinter der Kirche befindet sich das Grab von Marigo Posio. Reste einer Dreifaltigkeitskapelle (Shën Triadha) liegen an der Nordwestspitze der Insel. Zur kommunistischen Zeit wurde die Insel als Internierungslager genutzt.
Am 15. August (Mariä Himmelfahrt) wird auf der Insel jeweils ein Fest begangen.